# Provincia de Chumphon
Chumphon (en tailandés: จังหวัดชุมพร) es una de las setenta y seis provincias que conforman la organización territorial del Reino de Tailandia.

## Geografía
Chumphon se encuentra en el istmo de Kra, el estrecho puente terrestre que conecta la península de Malaca con la parte continental de Tailandia. Al oeste están las colinas de la cordillera de Phuket, y su continuación del norte, la cadena de Tenasserim, mientras que al este esta el golfo de Tailandia. El principal río es el Suan Lang, que se origina en el distrito de Phato.

## Historia
La parte sur de la provincia fue originalmente una provincia separada llamada Lang Suan. Su integración en Chumphon tuvo lugar en el año en 1932.
En noviembre de 1989, el tifón Gay golpeó la provincia muy fuertemente - 529 personas murieron, 160.000 quedaron sin hogar, 7.130 kilómetros cuadrados (2.753 millas cuadradas) de tierras agrícolas fueron destruidas. 

## Divisiones Administrativas

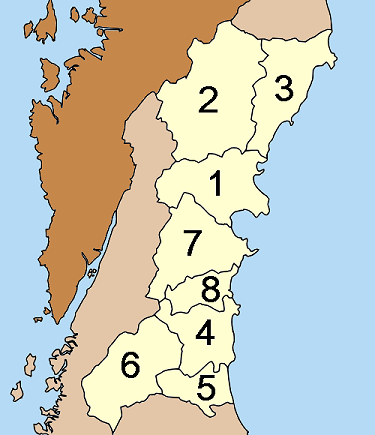
Distritos de la provincia.

Esta provincia tailandesa se encuentra subdividida en una cantidad de distritos (amphoe) que aparecen numerados a continuación:
- 1. Mueang Chumphon
- 2. Tha Sae
- 3. Pathio
- 4. Lang Suan
- 5. Lamae
- 6. Phato
- 7. Sawi
- 8. Thung Tako

## Demografía
La provincia abarca una extensión de territorio que ocupa una superficie de unos 6.009 kilómetros cuadrados, y posee una población de 446.206 personas (según las cifras del censo realizado en el año 2000). Si se consideran los datos anteriores se puede deducir que la densidad poblacional de esta división administrativa es de setenta y cuatro habitantes por kilómetro cuadrado aproximadamente.